# Milion dróg do śmierci
Milion dróg do śmierci – album polskich raperów Kalego oraz Palucha. Ukazał się 8 czerwca 2013 w kooperacji wytwórni Ganja Mafia Label i B.O.R. Records w dystrybucji Fonografiki. Gościnnie pojawili się Kacper oraz Onek 87. Skrecze dograli DJ Feel-X oraz DJ Story.
Nagrania dotarły do 3. miejsca zestawienia OLiS i uzyskały certyfikat złotej płyty za sprzedaż ponad 15 000 egzemplarzy.

## Lista utworów
Opracowano na podstawie materiału źródłowego.
1. „Milion dróg do śmierci” (prod. SoDrumatic)
2. „Syntetyczna Ganja Mafia” (prod. SoDrumatic)
3. „Droga do raju” (prod. Donatan)
4. „Hip Hop 4 Ever” (prod. Donatan)
5. „Mamy nadzieję” (prod. Julas)
6. „D.N. A Miasta” (prod. Julas)
7. „Spokój” (prod. RX)
8. „Droga do piekła” (gośc. Kacper; prod. Donatan)
9. „Whiskey Haze” (prod. Donatan)
10. „Nie zmusisz mnie” (gośc. Onek 87; prod. Donatan)
11. „Nic nie trwa wiecznie” (prod. Sherlock)
12. „Nieśmiertelni” (prod. Sherlock)
13. „Outro” (prod. Sherlock)
14. „Nie musisz nic” (prod. muz. Julas)
15. „Było minęło” (prod. Wuszu)
16. „Słyszałem o...” (prod. Julas)